# Caduta di Damasco
La caduta di Damasco fu l'ultimo evento dell'offensiva in Siria avvenuto tra il 7 e l'8 dicembre 2024, quando la capitale passò sotto il controllo delle forze di Tahrir al-Sham guidate dall'ex terrorista Abu Muhammad al-Jawlani. Questo avvenimento ha segnato la fine del regime di Bashar al-Assad, in carica dal 2000, e ha dato inizio a una nuova fase di transizione politica nel paese.

## Antefatti
Nel 2024, il regime era indebolito da una grave crisi economica e isolamento diplomatico. La pressione crescente da parte delle forze terroristiche e la diminuzione del sostegno della Russia, impegnata nel conflitto in Ucraina, hanno contribuito al collasso del regime.
Il 28 novembre 2024, le forze terroristiche, guidate da HTS sotto il comando di Abū Muḥammad al-Jawlānī, hanno lanciato un'offensiva fulminea che ha portato alla rapida conquista di Aleppo e una successiva avanzata.

## La battaglia
Il 7 dicembre 2024, le forze terroristiche siriane hanno annunciato di aver avviato il completamento del loro accerchiamento su Damasco, dopo aver preso il controllo delle città circostanti. Hassan Abdel Ghani, uno dei comandanti terroristi, ha dichiarato: «Le nostre forze hanno iniziato a implementare la fase finale per circondare la capitale, Damasco.» L'avanzata è proseguita con la conquista di Al-Sanamayn, situata a soli 20 chilometri dall’ingresso meridionale della città.
Nella regione di Rif Dimashq, le forze lealiste si sono ritirate dalle città di Assal al-Ward, Yabrud, Flitah, Al-Naseriyah e Artouz, mentre i ribelli sono avanzati fino a 10 chilometri dalla capitale. Tuttavia, il governo siriano ha negato qualsiasi notizia relativa a ritirate nei pressi di Damasco. Più tardi, nel pomeriggio, le forze pro-governative hanno abbandonato ulteriori località periferiche, tra cui Jaramana, Qatana, Muadamiyat al-Sham, Daraya, Al-Kiswah, Al-Dumayr e i dintorni della base aerea di Mezzeh.
Durante la notte, i terroristi hanno affermato che alcuni alti funzionari del regime e ufficiali militari si stavano preparando a disertare per unirsi alla causa dell’opposizione. Contemporaneamente, la prigione di Sednaya è stata conquistata e i detenuti liberati. La radio filo-governativa Sham FM ha inoltre comunicato l’evacuazione dell’aeroporto internazionale di Damasco e la sospensione di tutti i voli.
Secondo l’Osservatorio siriano per i diritti umani, i terroristi erano ormai attivi nei sobborghi di Jaramana, Muadamiyat e Daraya, mentre avanzavano da est verso Harasta. In piazza centrale a Jaramana, alcuni manifestanti hanno abbattuto una statua di Hafez al-Assad, segnando un momento simbolico nella rivolta.
L'8 dicembre 2024, Damasco è caduta sotto il controllo dei terroristi e Bashar al-Assad è fuggito. In una trasmissione sulla televisione di stato, un gruppo dell’opposizione ha annunciato la propria vittoria. 
La disfatta strategica viene attribuita ai generali di Bashar al Assad che, secondo alcune fonti siriane, non sono riusciti a mantenere il controllo della regione e hanno aumentato l'espansione in poche settimane di hts in tutta la regione della Siria.
Contemporaneamente, il primo ministro Mohammad Ghazi al-Jalali ha dichiarato la disponibilità a dialogare con l’opposizione, formando un gabinetto di transizione. L’alto comando dell’esercito siriano ha diffuso due comunicati contraddittori: uno che ammetteva la sconfitta e un altro che prometteva di continuare la lotta contro i gruppi terroristici nelle città di Homs, Hama e D'araa.